# Budy (powiat płocki)
Budy (do 31 grudnia 2002 Nowe Budy) – wieś sołecka w Polsce, położona w województwie mazowieckim, w powiecie płockim, w gminie Słubice.
W latach 1975–1998 miejscowość należała administracyjnie do województwa płockiego. 1 stycznia 2003 wieś Nowe Budy zmieniła nazwę na Budy, a będące dotychczas częścią tej wsi Stare Budy zostały zlikwidowane jako osobna miejscowość.